# Кульвиц Анастасия Александровна
Анастасия Александровна Кульвиц (14 апреля 1907, Полоцк, Полоцкая область, БССР) — советский офицер, участница Великой Отечественной войны, капитан, заместитель начальника штаба — начальник связи 586-го истребительного авиационного полка ПВО.

## Биография
Родилась 14 апреля 1907 года в городе Полоцк Полоцкой области Белорусской ССР. Книга памяти блокадного Ленинграда — карточка участника ВОВ. За год до войны окончила Ленинградский институт гражданского воздушного флота. «Ради жизни на земле».
17 ноября 1941 года была призвана на службу из ГВФ Наградной документ. Служила на Юго-Западном фронте, затем на Западном фронте ПВО.

### Служба в 586-м истребительном авиационном полку
В составе 586-го истребительного авиационного полка ПВО занимала должность заместителя начальника штаба по спецсвязи — начальника связи.
Полк был сформирован в октябре 1941 года как женский авиационный истребительный полк, позднее переведён в состав ПВО Москвы. Связисты полка обеспечивали работу сети постов ВНОС (воздушного наблюдения, оповещения и связи), от которых зависела оперативная информация для истребителей.
По воспоминаниям сослуживцев, Кульвиц отличалась исключительной дисциплиной и вниманием к технике:
У Анастасии Кульвиц — начальника связи полка — настоящая военная выправка: сказываются опыт и знания. Её тонкое большеглазое лицо выражает волю и высочайшую ответственность; ещё бы, ведь хорошая связь в истребительном полку — первейшее условие успеха. И Вера Ивановна видит, как, знакомясь, разговаривая, улыбаясь, привычно вслушивается Анастасия в сообщения постов ВНОС, принимаемые оперативной дежурной. Посты ВНОС — глаза и уши аэродрома. Анастасия Кульвиц, человек в высшей степени ответственный и серьёзный, вообще отказалась уходить с КП: скрупулёзно налаживала, настраивала, в сотый раз проверяла приборы связи.«Ради жизни на земле».

### Демобилизация
Демобилизована 10 октября 1945 года Книга памяти блокадного Ленинграда.

## Награды
- Орден Красной Звезды — приказ ВС Западного фронта ПВО № 5/н от 24 февраля 1944 года Документ о награждении..
- Орден Отечественной войны II степени.
- Медаль «За победу над Германией в Великой Отечественной войне 1941—1945 гг.».

## Память
Фотография и биографические сведения о Кульвиц размещены на мемориальных интернет-порталах Фотография., а также в литературе, посвящённой женщинам-военнослужащим Великой Отечественной войны.